# Gent per Formentera
Gent per Formentera (GxF, en castellano Gente por Formentera) es un partido político español cuyo ámbito de actuación se circunscribe a la isla de Formentera.
Apareció para concurrir a las elecciones al Consejo Insular de Formentera (en solitario) y a las elecciones al Parlamento de las Islas Baleares de 2007 (en coalición con PSIB-PSOE).  
Es un partido político joven de ideología progresista e insularista, estableciendo como prioridad la defensa de las necesidades específicas de la isla. 
En las elecciones al ayuntamiento del 2007, Gente por Formentera fue la fuerza más votada, consiguiendo 1134 votos y 5 concejales. Este resultado, y un pacto con los 2 concejales del PSOE, llevaron Jaume Ferrer Ribas (GxF) a la alcaldía.  
Al constituirse el Consejo Insular de Formentera, el 10 de julio de 2017, Gente por Formentera (con el apoyo del PSOE) asumió el gobierno y Jaume Ferrer fue escogido presidente.  
Gente por Formentera repetiría victoria en las elecciones del 22 de mayo de 2011, con 1666 votos y 6 consellers, formando gobierno en minoría y reeditando el pacto con el PSOE 6 meses después.
En las elecciones del 24 de mayo del 2015, GxF consiguió la mayoría absoluta, con 1817 votos y 9 consellers, repitiendo gobierno en el Consejo Insular de Formentera hasta la actualidad. 
En las elecciones del 26 de mayo de 2019, GxF perdió la mayoría absoluta y empató a 6 consellers con Sa Unió, reeditó el pacto con el PSOE y sigue gobernando.
En las elecciones al Parlamento de las Islas Baleares de 2023 Gent per Formentera se presentó en coalición con el PSIB.